# Sint-Jacobikerk (Greifswald)
De Sint-Jacobikerk (St.-Jacobi-Kirche) ligt aan de westelijke rand van de historische binnenstad van Greifswald (Mecklenburg-Voorpommeren). Het is het kleinste kerkgebouw van de drie gotische binnenstadskerken van de hanzestad.

## Beschrijving
De Sint-Jacobikerk is een vroeggotische, drieschepige hallenkerk. De vierkante westelijke toren is net als het meerzijdig koor in het oosten smaller als het kerkschip. In de zuidoostelijke hoek van het kerkschip en het koor is een sacristie aangevoegd. Het kerkschip is overdekt door een zadeldak, terwijl de toren met een pyramidedak wordt afgesloten. Het westelijke portaal is rijk vormgegeven.

## Geschiedenis
Het oorspronkelijke gebouw ontstond in de 13e eeuw, tegelijk met de ontwikkeling van Neustadt, een westelijke uitbreiding van Greifswald. Het kerkgebouw, dat gewijd werd aan de apostel Jacobus, werd voor het eerst in het jaar 1280 genoemd. Destijds betrof het een tweeschepige hallenkerk, hetgeen voor een parochiekerk ongebruikelijk was. Omstreeks 1400 werd de kerk een drieschepige bouw, zonder dat het kerkschip breder werd. Hiervoor moesten de steunberen naar buiten worden verlegd. De verbouwing resulteerde in smalle zijschepen. Het kruisribgewelf wordt door twee rijen van vier ronde, ongestucte pijlers gedragen.
De tegenwoordig drie verdiepingen tellende toren had oorspronkelijk nog een ingesnoerde opbouw van vakwerk. Op 31 maart 1955 werd deze opbouw echter door brand verwoest en in 1965 bij de restauratie van het torendak niet meer herbouwd. De oorzaak van de brand werd niet geklaard. Een aanklacht voor nalatigheid jegens de predikant werd ingetrokken. Er werd evenwel beweerd dat de brand destijds door de Stasi was aangestoken om zo de hen politiek onwelgevallige predikant uit te schakelen.
Waarschijnlijk werd het kerkschip al tegen het einde van de 16e eeuw wit gekalkt. Desondanks is er in het oostelijke gewelf van het middenschip nog een gotisch fresco bewaard gebleven. Tijdens de napoleontische bezetting werd de kerk aan de eredienst onttrokken en als bakkerij gebruikt. Het grootste deel van de oude inventaris ging toen verloren. Vanaf 1817 werd het interieur van de kerk onder leiding van Johann Gottfried Quistorp weer hersteld. De drie kleurige koorvensters werden in 1842 tijdens een verbouwing van het koor geplaatst door Carl August Peter Menzel.

## Orgel
In 1968 installeerde de orgelbouwfirma Schuke uit Potsdam een nieuw orgel. Het verving een instrument uit 1822 van de orgelbouwer Buchholz, dat bij de brand in 1955 onbespeelbaar werd. Het mechanische instrument heeft 30 registers op twee manualen en pedaal.

## Afbeeldingen

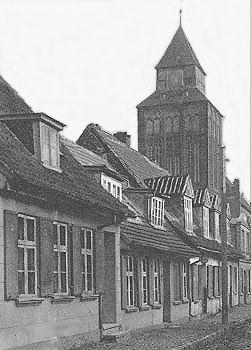
De toren van de Jacobikerk voor de brand in 1955
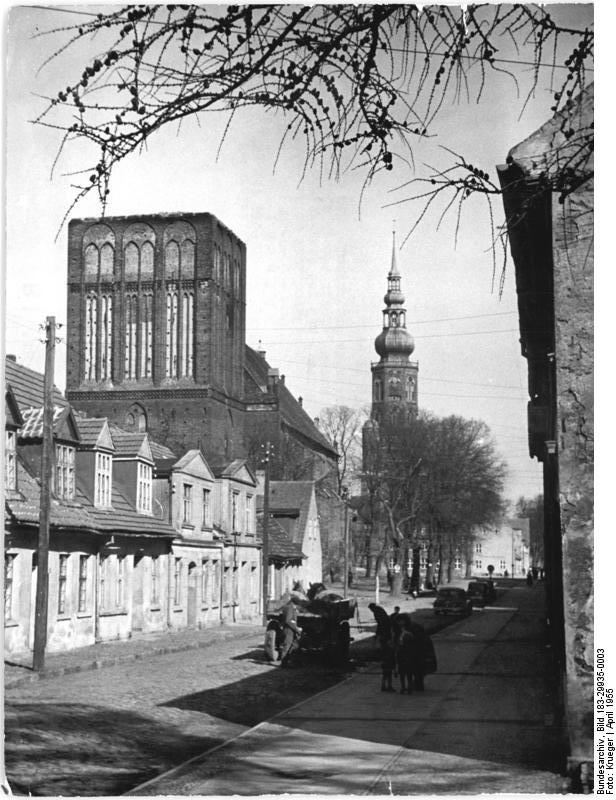
Na de brand (1955)
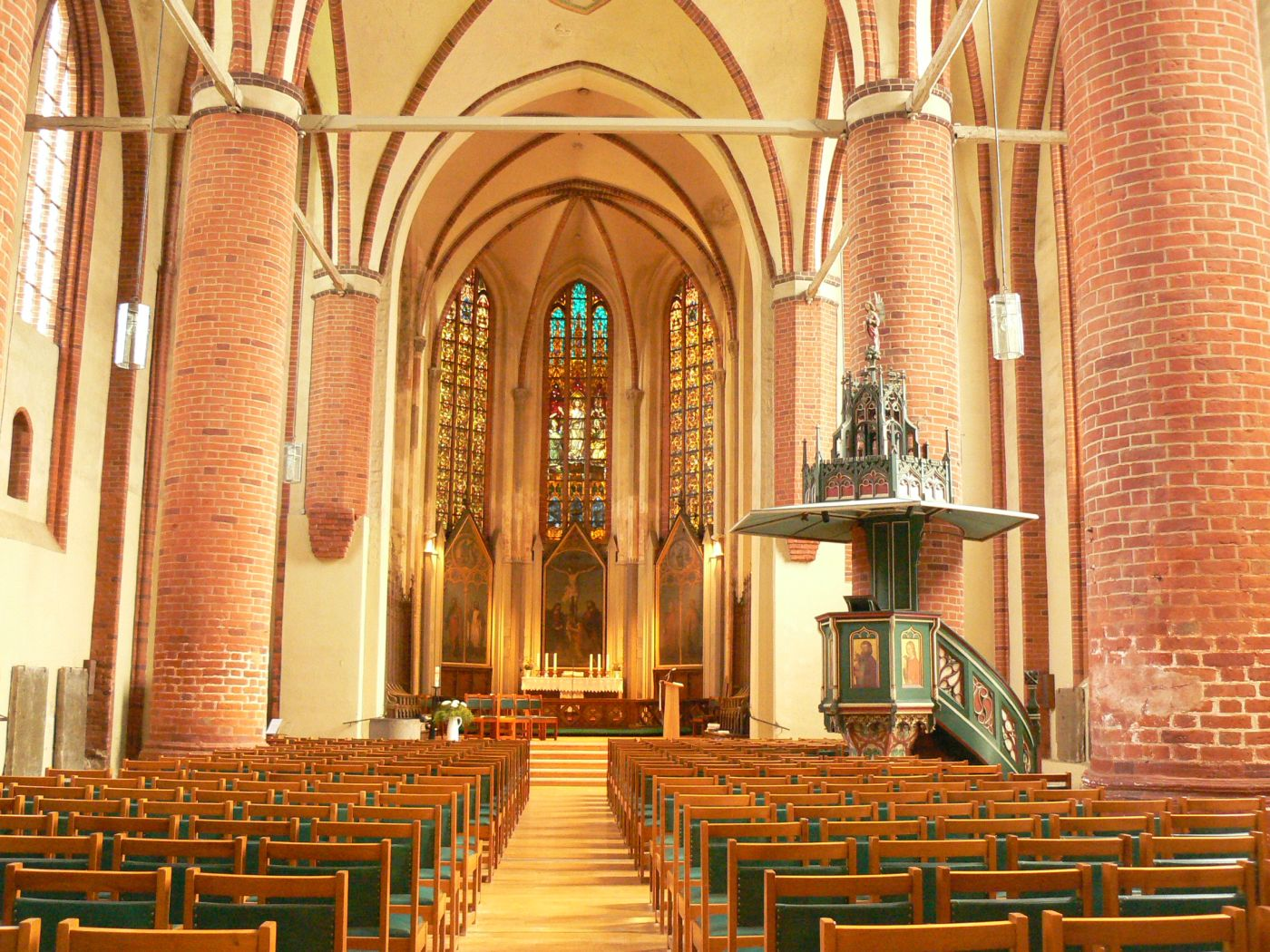
Overzicht interieur (richting koor)
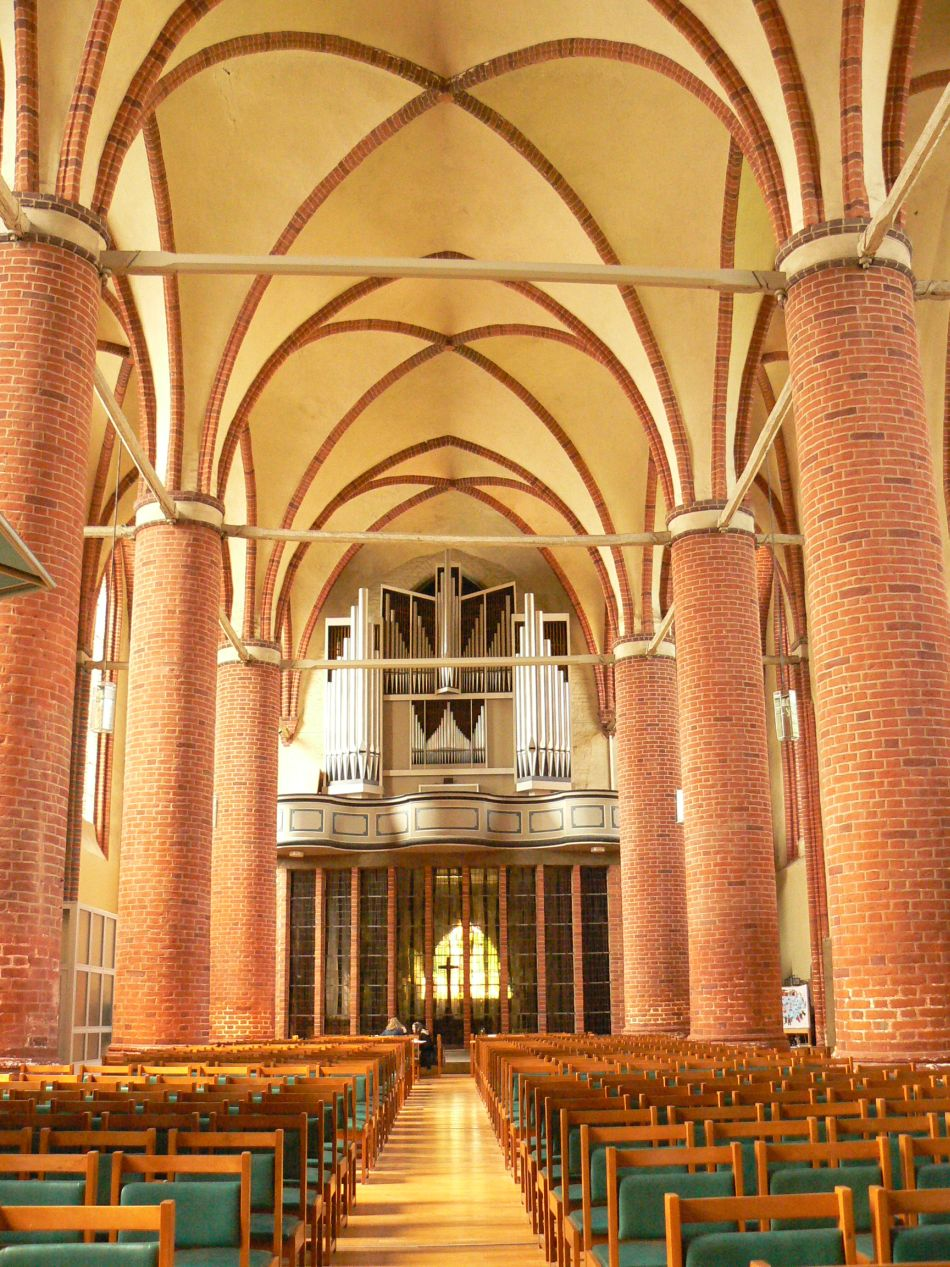
Overzicht interieur (richting orgel)